# Нескінченна історія
Міхаель Енде, «Нескінченна історія», с. 555
«Нескінченна історія» (нім. Die unendliche Geschichte) — дитячий фентезійний роман, написаний німецьким письменником Міхаелем Енде 1979 року. У 1983 році роман було перекладено англійською і видано у Великій Британії, а згодом й іншими мовами. «Нескінченну історію» було кілька разів екранізовано, в тому числі як телесеріал і мультсеріал.

## Сюжет
Книга має дві сюжетні лінії, одна розгортається в реальності, де хлопчик Бастіян читає книгу «Нескінченна історія», друга — в світі книги, описуючи пригоди юного героя Атрею.
Одинадцятирічний хлопчик Бастіян Бальтазар Букс, тікаючи від хуліганів, одного разу ховається в книгарні пана Карла Конрада Кореандера, де знаходить книгу  «Нескінченна історія». Бастіян викрадає цю книгу і, сховавшись від усіх на шкільному горищі, починає її читати.
У книзі йдеться про країну Фантазію і хлопчика-воїна з племені Зеленошкірих Атрею. Дитинна Царівна, яка править Фантазією, хвора, а саму країну поглинає Ніщо. Атрею отримує від кентавра Кайрона завдання знайти спосіб врятувати царівну і вирушає на Великі Пошуки землями Фантазії. Дорогою він випадково рятує від смерті щастедракона Фухура. Той відносить його до Південного Оракула, де юнак дізнається, що врятувати Царівну можна, давши їй нове ім'я. Але зробити це може лише дитина, яка не є родом з Фантазії. Згодом Бастіян розуміє, що сюжет книги залежить від нього, і цим рятівником країни стане він сам.
Атрею і Фухур під час подорожі стикаються з Ґморком, вовком-воїном Нічого, і перемагають його. Однак Ніщо переходить у наступ і скоро поглине всю Фантазію. Вежа Зі Слонової Кістки, де перебуває Царівна, починає валитися, і дівчинка зі сторінок книги благає Бастіяна назвати її. Бастіян називає її Місяцівною, після чого Царівна дарує йому медальйон Аурин і повідомляє, що хоча Фантазії тепер не існує, Бастіян може створити її заново своєю уявою. Аурин втілює в реальності казкового світу всі його бажання.
Бастіян досліджує різноколірну Пустелю, бореться проти злої Ксаїди й зустрічає трьох Велемудрих. Паралельно він зустрічається з Атрею. Бастіян на той час ще не знає про властивість Аурина кожного разу, коли він загадує бажання, прибирати з його пам'яті якийсь спогад. У результаті Бастіян перестає розрізняти добро і зло, і тепер бажає влади над Фантазією. Атрею хоче забрати у нього Аурин, але Бастіян відповідає битвою, яка закінчується тим, що поранений Атрею разом з Фухуром тікає. Бастіян кидається за ними в погоню, та його військо покидає свого очільника через втому. Тоді Бастіян підіймає повстання проти Дитинної Царівни, яке провалюється. Він починає самостійне блукання по Фантазії, потрапляючи в різні пригоди.
Одного разу він опиняється в Місті Колишніх Королів, де бачить дітей, що втратили пам'ять через вплив Аурина. Вони безцільно ходять вулицями, нічого не розуміючи і нічого не бажаючи. Бастіян усвідомлює, що він зовсім не унікальний, а є тільки одним з тих, хто в черговий раз врятував Фантазію. До того моменту в нього залишилося всього три бажання, але їх виконання обертає все тільки на гірше. Загадавши стати звичайним, Бастіян потрапляє в місто, де всі жителі вважають себе один одним. Знайти своє заповітне бажання втілюється потраплянням в Будинок Перетворень, де хлопчик забуває свою сім'ю. Останнє — знайти того, кого любить, завершується тим, що Бастіян потрапляє до копальні Мінроуд (копальні образів), де знаходить замість людини образ свого батька.
Він забуває навіть своє ім'я та несе образ батька до джерела Живої Води, але по дорозі картину знищують істоти Фантазії, яких він колись сам створив. Бастіян зустрічається з Атрею, проте він вже не впізнає цього персонажа. Розлучившись з Аурином, Бастіян разом з Атрею і Фухуром переносяться в зал Живлющої Води з двома Зміями, які слугують брамою в Фантазію і реальний світ. Спробувавши Живлющої води, Бастіян повертає всі спогади. Але повернутися додому він не може, бо всі історії, що він нафантазував в Фантазії, не були доведені ним до кінця. Атрею береться завершити їх замість Бастіяна. Врешті Бастіян отримує можливість повернутися у свій світ.
Отямившись вранці на шкільному горищі, Бастіян не виявиляє поряд книги. Після повернення додому до батька він розуміє — кілька місяців пригод в Фантазії тривали всього одну ніч в реальному світі. Проте пережите змінило хлопчика, він зізнається в крадіжці книги Кореандеру. Той, вислухавши розповідь Бастіяна, каже, що вірить йому, бо сам колись побував в Фантазії, але повернутися туди вже ніхто не може. Коли хлопчик іде, Кореандер, дивлячись йому вслід, говорить, що хоч Бастіян і не зможе повернутися в Фантазію, та допоможе іншим дітям потрапити туди і принести Живлющої Води, що буде вже зовсім інша історія.

## Український переклад
- Енде, М. Нескінченна історія [Текст] / пер. Ю. Прохаська. — Львів : Видавництво Старого Лева, 2014. — 560 с.

## Адаптації

### Екранізації
- «Нескінченна історія» — фільм Вольфганга Петерсена і компанії Warner Brothers 1984 року. Фільм знято за першою половиною повісті. Він завоював широку популярність та збільшив аудиторію книги. Проте сам автор книги судився з творцями фільму з приводу численних розбіжностей з оригіналом. Врешті він добився прибрати своє ім'я з титрів.
- «Нескінченна історія 2: Нова глава» — продовження попереднього фільму, зняте за другою половиною повісті.
- «Нескінченна історія 3» — знятий за самостійним сценарієм фільм, пов'язаний з книгою тільки тими ж іменами.
- «The Neverending Story: The Animated Adventures of Bastian Balthazar Bux» — мультсеріал 1995—1996 року, який складався з 26-и епізодів.
- «Tales from the Neverending Story» — телесеріал 2000—2001 років, що налічував 15 епізодів.

### Музика
- За сюжетом повісті написана однойменна опера композитора Зігфріда Матуса (2004).
- Сюжет «Нескінченної історії» згадується в кліпі гурту The Used «All That I've Got».